# Обід на хмарочосі

Обід на хмарочосі - фото, яке зробив 1932 року

Обід на хмарочосі — (англ. New York Construction Workers Lunching on a Crossbeam — «Нью-йоркські робітники які обідають на поперечній балці») — відома світлина, яку зробив 1932 року Чарлз Клайд Еббетс під час будівництва «Ар-Сі-Ей-Білдінг» (в 1986 році перейменованого в «Дженерал Електрик Білдінг»), в Рокфеллерівському центрі.
На світлині зафіксовано обід 11 робітників, які сидять на балці звісивши ноги у пустку — під час будівництва хмарочосу на рівні 69 поверху (тобто на висоті понад 200 метрів).
Світлину було зроблено 20 вересня 1932 року та опубліковано 2 жовтня у недільному додатку до New York Herald Tribune.
На багатьох репродукціях світлини вказано, що її авторство невідоме. Проте, архів Бетмана — власника авторських прав на світлину, за результатами багатомісячної експертизи, яка була проведена приватним детективним агентством, визнав автором світлини Ебетса. Це трапилося лише в жовтні 2003 року. Однак через десять років статус «автор невідомий» було повернуто.